# Mistrzostwa Świata w Wioślarstwie 2009 – ósemka wagi lekkiej mężczyzn
Ósemka wagi lekkiej mężczyzn (LM8+) – konkurencja rozgrywana podczas Mistrzostw Świata w Wioślarstwie 2009 w Poznaniu między 23 a 30 sierpnia na Torze Regatowym Malta.

## Harmonogram konkurencji
Wszystkie godziny w czasie letnim (UTC+2)
| Godzina                     | Wydarzenie  | Runda      |
| --------------------------- | ----------- | ---------- |
| Niedziela, 23 sierpnia 2009 | 9:30-9:42   | Eliminacje |
| Wtorek, 25 sierpnia 2009    | 10:54-11:00 | Repasaże   |
| Sobota, 29 sierpnia 2009    | 14:42-14:48 | Finał B    |
| Niedziela, 30 sierpnia 2009 | 11:18-11:24 | Finał A    |

## Medaliści
| Złoto | Srebro | Brąz |
| Włochy · Luigi Scala · Davide Riccardi · Livio La Padula · Martino Goretti · Emiliano Ceccatelli · Gennaro Gallo · Jiří Vlček · Bruno Mascarenhas · Andrea Lenzi | Stany Zjednoczone · John Dise · Kenneth McMahon · Ryan Fox · Andrew Diebold · Anthony Fahden · Matthew Muffelman · James Sopko · Matthew Kochem · Kerry Quinn | Holandia · Thom van den Anker · Diederick van den Bouwhuijsen · Maarten Tromp · Jolmer van der Sluis · Stijn Verwey · Rutger Bruil · Dion Van Schie · Joeri Bruschinski · Ryan Den Drijver |

## Wyniki

### Eliminacje
Reguła kwalifikacji: 1-2 → FA, 3.. → R

#### Eliminacje 1
| Miejsce | Zawodnik | Kraj    | Czas    | Uwagi |
| ------- | --- | ------- | ------- | ----- |
| 1       | Luigi Scala Davide Riccardi Livio La Padula Martino Goretti Emiliano Ceccatelli Gennaro Gallo Jiří Vlček Bruno Mascarenhas Andrea Lenzi            | Włochy  | 5:52,03 | FA    |
| 2       | Ole Tietz Olaf Beckmann Lukas Oberhausen Moritz Hafner Stephan Ertmer Stefan Wallat Martin Eiermann Jonas Schützeberg Nils Hoffmann                | Niemcy  | 5:54,20 | FA    |
| 3       | Nicolas Cornu Édouard Jonville Charles Breschet Thomas Baroukh François Marty Nicolas Moutton Vincent Cavard Barthelemy Agostini Anthony Benoît    | Francja | 5:56,83 | R     |
| 4       | Michael Hager Alexander Rath Gregor Heizinger Michael Stichauner Alexander Chernikov Dominik Sigl Bernhard Sieber Christian Rabel Johannes Hofmayr | Austria | 6:04,06 | R     |
| 5       | Zoltán Rumi Miklós Beck János Cselinácz Norbert Bakacsi Zoltán Bartha Zsolt Varga Máté Lele Dávid Forrai István Székely                            | Węgry   | 6:10,29 | R     |

#### Eliminacje 2
| Miejsce | Zawodnik | Kraj              | Czas    | Uwagi |
| ------- | --- | ----------------- | ------- | ----- |
| 1       | John Dise Kenneth McMahon Ryan Fox Andrew Diebold Anthony Fahden Matthew Muffelman James Sopko Matthew Kochem Kerry Quinn                                       | Stany Zjednoczone | 5:51,22 | FA    |
| 2       | Thom van den Anker Diederick van den Bouwhuijsen Maarten Tromp Jolmer van der Sluis Stijn Verwey Rutger Bruil Dion Van Schie Joeri Bruschinski Ryan Den Drijver | Holandia          | 5:53,41 | FA    |
| 3       | Masayuki Yoshizaki Ryō Iida Masayoshi Nishikawa Katsuhiro Watanbe Kazunari Kodama Shimpei Murai Kazushige Ura Yūsuke Imai Mitsuteru Omura                       | Japonia           | 5:55,74 | R     |
| 4       | Murat Türker Bayram Sönmez Burak Yıldırım Barbaros Gözütok İsmail Özgür Hakan Özcan Cem Yılmaz Ahmet Yumrukaya Kaan Şahin                                       | Turcja            | 5:57,54 | R     |

### Repasaże
Reguła kwalifikacji: 1-2 → FA, 3... → FB
| Miejsce | Zawodnik | Kraj    | Czas    | Uwagi |
| ------- | --- | ------- | ------- | ----- |
| 1       | Nicolas Cornu Édouard Jonville Charles Breschet Thomas Baroukh François Marty Nicolas Moutton Vincent Cavard Barthelemy Agostini Anthony Benoît    | Francja | 6:16,68 | FA    |
| 2       | Masayuki Yoshizaki Ryō Iida Masayoshi Nishikawa Katsuhiro Watanbe Kazunari Kodama Shimpei Murai Kazushige Ura Yūsuke Imai Mitsuteru Omura          | Japonia | 6:17,27 | FA    |
| 3       | Murat Türker Bayram Sönmez Burak Yıldırım Barbaros Gözütok İsmail Özgür Hakan Özcan Cem Yılmaz Ahmet Yumrukaya Kaan Şahin                          | Turcja  | 6:17,52 | FB    |
| 4       | Zoltán Rumi Miklós Beck János Cselinácz Norbert Bakacsi Zoltán Bartha Zsolt Varga Máté Lele Dávid Forrai István Székely                            | Węgry   | 6:25,44 | FB    |
| 5       | Michael Hager Alexander Rath Gregor Heizinger Michael Stichauner Alexander Chernikov Dominik Sigl Bernhard Sieber Christian Rabel Johannes Hofmayr | Austria | 6:28,19 | FB    |

### Finał B
| Miejsce | Zawodnik | Kraj    | Czas    | Uwagi |
| ------- | --- | ------- | ------- | ----- |
| 1       | Murat Türker Bayram Sönmez Burak Yıldırım Barbaros Gözütok İsmail Özgür Hakan Özcan Cem Yılmaz Ahmet Yumrukaya Kaan Şahin                          | Turcja  | 5:46,94 |       |
| 2       | Michael Hager Alexander Rath Gregor Heizinger Michael Stichauner Alexander Chernikov Dominik Sigl Bernhard Sieber Christian Rabel Johannes Hofmayr | Austria | 5:49,96 |       |
| 3       | Zoltán Rumi Miklós Beck János Cselinácz Norbert Bakacsi Zoltán Bartha Zsolt Varga Máté Lele Dávid Forrai István Székely                            | Węgry   | 5:56,47 |       |

### Finał A
| Miejsce | Zawodnik | Kraj              | Czas    | Uwagi |
| ------- | --- | ----------------- | ------- | ----- |
|         | Luigi Scala Davide Riccardi Livio La Padula Martino Goretti Emiliano Ceccatelli Gennaro Gallo Jiří Vlček Bruno Mascarenhas Andrea Lenzi                         | Włochy            | 5:33,92 |       |
|         | John Dise Kenneth McMahon Ryan Fox Andrew Diebold Anthony Fahden Matthew Muffelman James Sopko Matthew Kochem Kerry Quinn                                       | Stany Zjednoczone | 5:37,15 |       |
|         | Thom van den Anker Diederick van den Bouwhuijsen Maarten Tromp Jolmer van der Sluis Stijn Verwey Rutger Bruil Dion Van Schie Joeri Bruschinski Ryan Den Drijver | Holandia          | 5:39,69 |       |
| 4       | Masayuki Yoshizaki Ryō Iida Masayoshi Nishikawa Katsuhiro Watanbe Kazunari Kodama Shimpei Murai Kazushige Ura Yūsuke Imai Mitsuteru Omura                       | Japonia           | 5:41,80 |       |
| 5       | Nicolas Cornu Édouard Jonville Charles Breschet Thomas Baroukh François Marty Nicolas Moutton Vincent Cavard Barthelemy Agostini Anthony Benoît                 | Francja           | 5:41,93 |       |
| 6       | Ole Tietz Olaf Beckmann Lukas Oberhausen Moritz Hafner Stephan Ertmer Stefan Wallat Martin Eiermann Jonas Schützeberg Nils Hoffmann                             | Niemcy            | 5:43,40 |       |